# Phlegetonia catephioides
Phlegetonia catephioides är en fjärilsart som beskrevs av Achille Guenée 1852. Phlegetonia catephioides ingår i släktet Phlegetonia och familjen nattflyn. Inga underarter finns listade i Catalogue of Life.